# 安基拉斯
安基拉斯（日文：アンギラス/英文：Anguirus）是哥吉拉系列電影中的虛構怪獸，造型與名稱上來源於恐龍時代的「甲龍」（Ankylosaurus）。

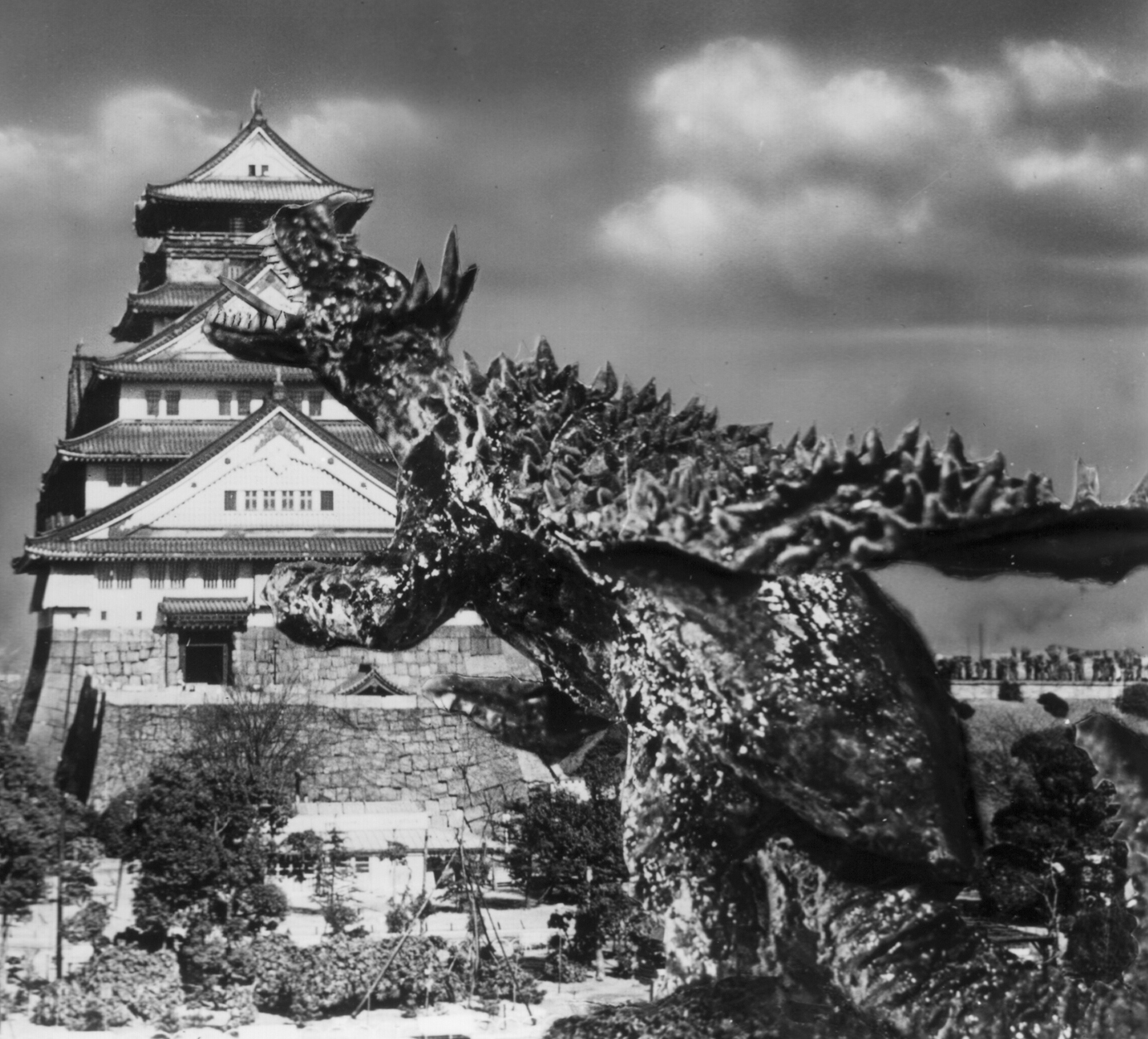
1955年的初代安基拉斯

## 歷史
安基拉斯首次登場於1955年的《哥吉拉的逆襲》，此後他多次出現在之後的數個哥吉拉電影中，其中在昭和時期共出現5次。而後，在千禧年後的《哥吉拉 最後戰役》是目前他最後的登場電影。

## 特徵
安基拉斯主要是用衝撞、撕咬來進行攻擊。昭和時期的安基拉斯，新增後躍背甲攻擊。在《哥吉拉 最後戰役》之時，安基拉斯可以把自己縮成一顆刺刺球，也就是「安基拉斯球」(アンギラスボール，又名「暴龍怪球烈弾」)，衝刺後跳躍，並且快速縮成球狀，撞擊他要攻擊的目標。並且在該電影中，他跟拉頓與西薩王是三隻沒被哥吉拉殺死的怪獸之一。

## 登場電影
1. 《哥吉拉的逆襲》(1955年)
2. 《怪獸總進擊》(1968年)
3. 《哥吉拉·迷你拉·加巴拉 全體怪獸大進擊》(1969年)
4. 《地球攻擊命令 哥吉拉對蓋剛》(1972年)
5. 《哥吉拉對梅加洛》(1973年)
6. 《哥吉拉對機械哥吉拉》(1974年)
7. 《哥吉拉 最後戰役》(2004年)

此外，在《哥吉拉 II 怪獸之王》中，安基拉斯以一骨骸的形式，短暫的登場在空心大洞穴的入口附近，而此時君主計畫的潛艇正短暫的經過他的骨骸。
在《哥吉拉 奇異點》的預告中顯示，安基拉斯跟多隻昭和的怪獸或將會在該動畫中登場。

## 歷代安基拉斯

### 初代安基拉斯
- 身長：100公尺
- 體重：3萬噸
- 登場電影：《哥吉拉的逆襲》

### 昭和安基拉斯
- 身長：100公尺
- 體重：3萬噸
- 登場電影：《怪獸總進擊》、《哥吉拉·迷你拉·加巴拉 全體怪獸大進擊》、《地球攻擊命令 哥吉拉對蓋剛》、《哥吉拉對梅加洛》、《哥吉拉對機械哥吉拉》

### 三代安基拉斯
- 身長：180公尺
- 體重：6萬噸
- 登場電影：《哥吉拉 最後戰役》

## 外部連結
- 怪獸系列-哥吉拉-六-安基拉斯-對決
- 安基拉斯 - 哥吉拉維基

1. ↑  Bogue, Mike. . McFarland & Co. 2017: 175–176. ISBN 9781476668413.
2. ↑  All Kaiju Photo Encyclopedia 4 (オール怪獣写真図鑑  4), Kurosaki Shuppan